# Shea Gordon
Shea Gordon (* 16. Mai 1998 in Derryloughan) ist ein nordirischer Fußballspieler, der bei Partick Thistle Vertrag steht. 

## Karriere

### Verein
Shea Gordon wurde im Jahr 1998 im nordirischen Derryloughan, einem Townland im County Tyrone geboren. Als Kind begann er seine Fußballkarriere in der drittgrößten Stadt des Countys bei den Dungannon Swifts. Im Jahr 2014 wechselte Gordon nach England in die Jugend von Sheffield United. Im Mai 2016 unterschrieb er bei den Blades seinen ersten Profivertrag. Im September desselben Jahres wurde er für einen Monat an Stalybridge Celtic in die National League North verliehen, wobei er je zweimal in der Liga und im FA Cup zum Einsatz kam. Im Januar 2017 wechselte Gordon nach Schottland zum FC Motherwell. Am 5. April 2017 gab er sein Debüt in der Scottish Premiership gegen Hamilton Academical, als er für Jacob Blyth eingewechselt wurde. Für die Saison 2018/19 wurde Gordon an Partick Thistle verliehen.

### Nationalmannschaft
Als Jugendspieler von Dungannon Swifts debütierte Gordon im Jahr 2013 für Nordirland. Sein Debüt gab er in der nordirischen U16 gegen Finnland. Für die U-16-Nationalmannschaft absolvierte er drei Spiele, bevor er von 2014 bis 2015 sechsmal in der U17 spielte. Danach folgten Einsätze in der U-19-Nationalmannschaft. Im Juni und im September 2017 kam er zu zwei Einsätzen als Einwechselspieler in der U-21-Nationalmannschaft im Rahmen der Qualifikation für die U-21-Europameisterschaft 2019 in Italien.